# Kinosternon creaseri
Kinosternon creaseri is een schildpad uit de familie modder- en muskusschildpadden (Kinosternidae). Er is nog geen Nederlandstalige naam voor deze soort. De schildpad werd voor het eerst wetenschappelijk beschreven door Norman Edouard Hartweg in 1934. 
Kinosternon creaseri komt voor in delen van Noord-Amerika en komt endemisch voor in Mexico. De schildpad bereikt een rugschild- of carapaxlengte tot ongeveer 12 centimeter. Het rugschild is donkerbruin van kleur, de huid van de poten en kop is grijs tot bruin gekleurd.